# ژیروتئودولیت

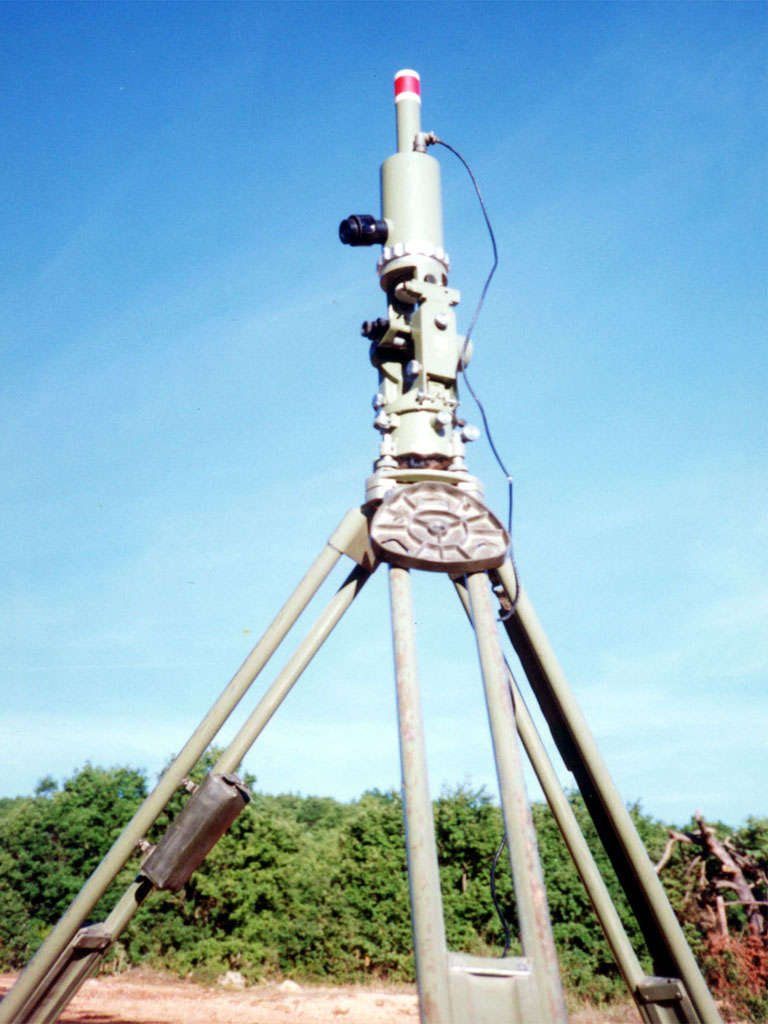
ژیروسکوپ Wild GAK که بر روی یک تئودولیت Wild T-16 سوار شده است.

در نقشه برداری، ژیروتئودولیت (با نام دیگر: ژیروسکوپ نقشه برداری ) ابزاری متشکل از یک قطب‌نمای ژیروسکوپی است که بر روی یک تئودولیت سوار شده است. از ژیروتئودولیت برای تعیین جهت شمال واقعی استفاده می‌شود و ابزار اصلی جهت‌یابی در نقشه‌برداری معدن‌ و در مهندسی تونل به‌شمار می‌رود، زیرا در چنین موقعیت‌هایی رصد ستارگان امکانپذیر نبوده  و سامانه موقعیت‌یاب جهانی نیز کار نمی‌کند.

## تاریخچه
در سال ۱۸۵۲، لئون فوکو، فیزیکدان فرانسوی کشف کرد که یک ژیروسکوپ با دو درجه آزادی شمال را نشان می‌دهد. این اصل توسط ماکس شولر در سال 1921 برای ساخت اولین ژیروسکوپ نقشه برداری اقتباس شد. در سال ۱۹۴۹، ژیروتئودولیت - در آن زمان «نشانگر نصف‌النهار» یا «شاخص نصف‌النهار» نامیده می‌شد - برای اولین بار توسط آکادمی معدن کلاوستال در زیر زمین استفاده شد. چندین سال بعد این ابزار با اضافه شدن تلسکوپی با قابلیت تصحیح خودکار کلیماسیون ارتقا پیدا کرد. در سال ۱۹۶۰، شرکت فنل کسل اولین سری از ژیروتئودولیت‌های KT1 را تولید کرد. بعدها فنل کسل و دیگر کمپانی‌ها تجهیزات ژیروسکوپی دیگری را تولید کردند که می‌توان آنها را روی تئودولیت‌های معمولی نصب کرد.

## عملکرد
ژیروسکوپ در یک کره نصب شده است که برای کاهش نفوذ مغناطیسی با فلز Mu پوشیده شده و توسط یک دوک به محور عمودی تئودولیت متصل شده است. چرخ ژیروسکوپ که انرژی آن از باتری تامین می‌شود با سرعت 20،000 دور در دقیقه یا بیشتر تا زمانی که ژیروسکوپ جهت شمال را پیدا کند، می‌چرخد. یک سیستم نوری جداگانه به اپراتور اجازه می دهد تا تئودولیت را بچرخاند و صفر لمب را در امتداد محور چرخش ژیروسکوپ قرار دهد. با ردیابی محور چرخش در هنگام نوسان حول نصف‌النهار، می‌توان با قرائت دایره آزیموت تئودولیت، مجموعه ای از نقاط اکسترمم ثابت نوسان را ثبت نمود و سپس با محاسبه میانگین مقادیر ثبت شده برآورد مناسبی از نصف النهار محل را بدست آورد. با تنظیم دقیق و مشاهدات مكرر می‌توان به دقت 10 ثانیه کمانی در محاسبه نصف‌النهار حقیقی دست یافت. این برآورد از نصف النهار به علت اینکه گشتاور صفر سیستم تعلیق دقیقاً با نصف النهار حقیقی مطابقت ندارد و به دلیل وجود خطاهای اندازه گیری در اکسترمم نوسانات میرا، دارای خطا می‌باشد. با تصحیح برآورد اولیه نصف النهار تا حد چند دقیقه کمانی و تراز کردن صحیح گشتاور صفر سیستم تعلیق، می‌توان این خطاها را تعدیل کرد.
هنگامی که دورانگر به صورت آزاد بچرخد و محور دوران آن در امتداد نزدیک به نصف النهار قرار داشته باشد، واکنش ژیروسکوپی چرخش و دوران زمین منجر به حرکت تقدیمی محور دوران در جهت هم‌ترازی با صفحه نصف النهار می‌شود. این بدان دلیل است که دوران روزانه زمین در واقع به طور مداوم محور شرق-غرب ایستگاه را کج می‌کند. محور دورانگر سپس به سمت نصف‌النهار شتاب می گیرد و از آن رد می‌شود، سپس حرکت آن کند شد و در یک نقطه اکسترمم متوقف می‌شود و دوباره به سمت نقطه اولیه رها شدن حرکت می‌کند. این نوسان در آزیموت محور دورانگر حول نصف النهار در مدت چند دقیقه تکرار می‌شود. در عمل دامنه نوسان به تدریج کاهش می یابد زیرا انرژی به دلیل میرایی جزئی موجود از بین می رود. ژیروتئودولیت‌ها از یک سیستم نوسانی فاقد میرایی استفاده می کنند زیرا در کمتر از 20 دقیقه می توان جهت شمال حقیقی را بدست آورد، در حالی که استقرار تقریبی یک قطب‌نمای گردش‌سنج میرا چندین برابر طول می‌کشد قبل از اینکه بتوان برآورد معقولی از نصف النهار بدست آورد.
هنگامی که دستگاه مورد استفاده نیست، مجموعه ژیروسکوپ درون ژیروتئودولیت بسته می‌شود. در این حالت شارژ الکتریکی ژیروسکوپ انجام می‌شود و سپس برای استفاده آزاد می شود. حین استفاده، ژیروسکوپ به طور معمول بر روی یک نوار عمودی نازک که محور دورانگر ژیروسکوپ را به صورت افقی نگه می‌دارد، قرار می‌گیرد. امتداد محور دورانگر فقط به مقدار کمی که در حین کار لازم است، در آزیموت دوران می‌کند. برآورد تقریبی اولیه نصف النهار مورد نیاز است که با استفاده از یک قطب نما مغناطیسی، یک شبکه نقشه‌برداری موجود یا با استفاده از ژیروتئودولیت در حالت ردیابی گسترده می‌توان این برآورد تقریبی اولیه را انجام داد.

## کاربردها
ژیروتئودولیت‌ها در درجه اول در غیاب ستارگان و GPS مورد استفاده قرار می‌گیرند. به عنوان مثال، هنگامی که بخواهیم یک لوله از زیر رودخانه عبور کند، بایستی چاه عمودی در طرفین رودخانه توسط یک تونل افقی به هم متصل شود. در چنین مواردی می‌توان یک ژیروتئودولیت را در سطح و سپس در پای چاه‌ها مورد استفاده قرار داد تا جهت کندن تونل بین پایه دو چاه را مشخص نمود. در طول ساخت تونل مانش، که زیر بستر کانال مانش فرانسه را بریتانیا متصل می‌گرداند، ژیروتئودولیت‌ها برای تراز کردن تونل‌ها مورد استفاده قرار گرفتند.

## محدودیت‌ها
اگرچه ژیروتئودولیت در استوا و در هر دو نیمکره شمالی و جنوبی به خوبی کار می‌کند، اما نمی توان از آن در قطب شمال یا قطب جنوب استفاده کرد، زیرا در این مکان‌ها محور زمین دقیقاً عمود بر محور افقی دورانگر است و نصف النهار تعریف نشده است. برای کارکرد مطمئن معمولا از ژیروتئودولیت‌ها در محدوده ۱۵ درجه قطب که در آن زاویه بین محور دوران زمین و جهت ثقل خیلی کوچک است، استفاده نمی شود.
بر خلاف افق مصنوعی یا سیستم ناوبری اینرشیال، ژیروتئودولیت را نمی‌توان در حین کار جابجا کرد و باید در هر بار استفاده آن را راه اندازی نمود.
اگر رصد ستارگان امکان پذیر باشد، با دقتی ۱۰۰ برابر دقت ژیروتئودولیت می توان زاویه یک امتداد با نصف النهار را اندازه گیری کرد. . در مواردی که چنین دقت بالایی نیاز نباشد، بدون نیاز به مشاهدات شبانه، می توان نتایج سریعی را با ژیروتئودولیت به دست آورد.